# Nathan Söderblom

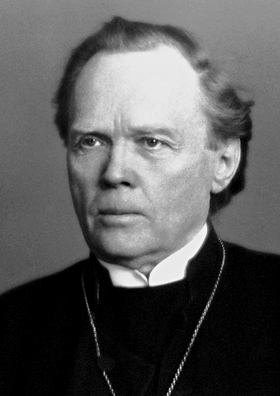
Nathan Söderblom (1930)

Lars Olof Jonathan „Nathan“ Söderblom (* 15. Januar 1866 in Trönö; † 12. Juli 1931 in Uppsala) war ein schwedischer lutherischer Theologe und Erzbischof von Uppsala. Zudem erlangte er Bedeutung als Religionswissenschaftler. Für seinen Einsatz für die Ökumene und den Weltfrieden wurde ihm 1930 der Friedensnobelpreis verliehen.

## Leben und Werk
Nathan Söderblom wurde 1866 als Sohn des Pfarrers Jonas Söderblom geboren und längere Zeit auch von seinem Vater unterrichtet. So musste das Kind bereits mit fünf Jahren Latein lernen. Erst mit neun Jahren kam er zuerst auf die Mittelschule, dann auf das Gymnasium in Hudiksvall, das er schon 1883 abschloss. Anschließend studierte er Evangelische Theologie an der Universität Uppsala und erwarb 1892 das Kandidatenexamen. Sein wichtigster Lehrer war Waldemar Rudin. 1890 nahm er an der internationalen christlichen Studentenkonferenz in Northfield (Massachusetts) teil. Diese Konferenz und die Begegnung mit Menschen anderer Nationen und Konfessionen weckte seine Leidenschaft für die Ökumene; die hier geschlossenen Freundschaften unter anderem mit John Raleigh Mott und Wilfred Monod hielten zeit seines Lebens. Ein Jahr später war er Teilnehmer beim Kongress des Christlichen Vereins Junger Männer in Amsterdam.

Nathan Söderblom um 1905

Nach dem Examen begann Söderblom mit einer Dissertation zur altpersischen Religionsgeschichte, die er aber 1893 zugunsten der Ordination und der Arbeit als Seelsorger in einer psychiatrischen Klinik in Uppsala zurückstellte. Ein Jahr später wurde er schwedischer Gesandtschaftspfarrer in Paris. Vor der Abreise heiratete er Anna Forsell (1870–1955), die Tochter eines Kapitäns aus Stockholm, die in Uppsala Geschichte studiert hatte und inzwischen als Lehrerin arbeitete. Der Ehe entstammten dreizehn Kinder, darunter der Schauspieler und Journalist Helge Söderblom (1897–1932), der Diplomat Staffan Söderblom (1900–1985) und der Politiker Jon Olof Söderblom (1906–1981). Die Töchter Brita (1896–1989), Lucie (1902–2002) und Yvonne (1903–1990) waren mit den Bischöfen Yngve Brilioth, Arvid Runestam und Algot Anderberg verheiratet.
In Paris beschäftigte Söderblom sich intensiv mit der sozialen Frage und schloss sich dem Evangelisch-Sozialen Kongress an. Daneben studierte er an der Sorbonne, insbesondere bei dem reformierten Systematiker und Religionswissenschaftler Auguste Sabatier (1839–1901). Im Januar 1901 erwarb er den theologischen Doktorgrad mit einer Arbeit über den Mazdaismus. Im Juli desselben Jahres wurde er auf eine Professur für Religionsgeschichte an der Universität Uppsala berufen, verbunden mit dem Pfarramt in der Helga Trefaldighets kyrka. Aufgrund seiner eher liberalen Einstellung war er an der Fakultät zunächst weitgehend isoliert. 1909 konnte er aber auf der Grundlage einer großzügigen Donation die Olaus Petristiftelsen gründen, von der die jährlich stattfindenden Olaus-Petri-Vorlesungen an der Universität organisiert wurden. Als geschätzter akademischer Lehrer hatte er großen Einfluss auf die Jungkirchenbewegung.

Ab Oktober 1912 hatte er, dank der Vermittlung durch Albert Hauck, neben seiner Professur in Uppsala zusätzlich den ersten deutschen Lehrstuhl für Religionswissenschaft an der Universität Leipzig inne. Er lebte in Leipzig-Gohlis. Als Religionswissenschaftler verfasste er sowohl grundlegende Untersuchungen zu Einzelfragen und zu den wissenschaftstheoretischen Grundlagen des Faches als auch Überblicksdarstellungen (besonders einflussreich war seine Neubearbeitung des Kompendiums der Religionsgeschichte von Cornelis Petrus Tiele) und Quellensammlungen, die zu Standardwerken wurden. Mit seinen vergleichenden Studien, unter anderem zur Eschatologie und zum Gottesglauben, gilt er als einer der Begründer der Religionsphänomenologie. Seine Betonung des Heiligen als grundlegender Kategorie der Religion beeinflusste Rudolf Otto. Zu seinen Schülern gehörte Tor Andræ.

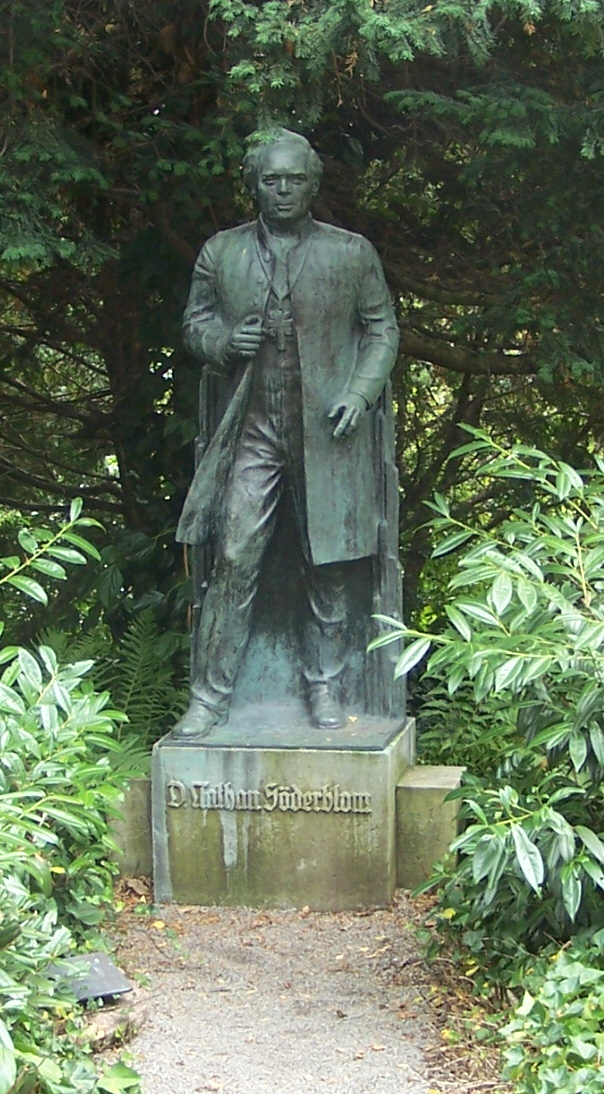
Söderblom-Denkmal von Paul Birr (1933) auf dem Eisenacher Hainstein

Im Mai 1914 wurde Söderblom überraschend zum Erzbischof von Uppsala und damit zum geistlichen Oberhaupt der Schwedischen Staatskirche ernannt. Die feierliche Einführung fand am 8. November 1914 statt. Söderblom wirkte vor allem durch seine Predigten und Visitationen. Obwohl er mit den meisten politischen Zielen der schwedischen Sozialdemokraten sympathisierte, bekämpfte er erfolgreich die Bestrebungen des radikalen Flügels, eine Trennung von Kirche und Staat durchzusetzen.
International wirkte Söderblom vor allem durch seinen Einsatz für die christliche Einheit und den Weltfrieden. Gleich nach Ausbruch des Ersten Weltkrieges versuchte er durch einen Appell, eine Versöhnung der kriegführenden Nationen zu erreichen. Dabei konzentrierte er seine Bemühungen zunächst auf den 1914 gegründeten Weltbund für Freundschaftsarbeit der Kirchen, dessen schwedisches Komitee er 1916 ins Leben rief. Für 1917 berief er gemeinsam mit den leitenden Bischöfen aus Dänemark und Norwegen eine Kirchenkonferenz nach Uppsala ein, die aber von den kriegführenden Ländern nicht besucht wurde. Auf einer internationalen Tagung im Herbst 1919 in Oud Wassenaar bei Den Haag organisierte er den Weltbund neu und warb daneben erfolgreich für eine internationale kirchliche Konferenz, die sich auch der sozialen Probleme zuwenden sollte. So entstand die Bewegung für Praktisches Christentum (Life and Work), die 1925 die Stockholmer Weltkirchenkonferenz abhielt. Die vor allem dank Söderbloms intensivem Einsatz zustande gekommene Konferenz, an der der anglikanische Erzbischof Randall Thomas Davidson, Repräsentanten der orthodoxen und der evangelischen Kirchen teilnahmen, gilt als eine Meilenstein der ökumenischen Bewegung. Auch an der Weltkonferenz für Glauben und Kirchenverfassung 1927 in Lausanne, dem zweiten Meilenstein auf dem Weg zur Gründung des Ökumenischen Rats der Kirchen, nahm Söderblom als einer von vier Vizepräsidenten teil.
Als Erzbischof war Söderblom auch Vizekanzler der Universität Uppsala und machte Uppsala zu einem internationalen Zentrum der Ökumene. Zu den von ihm nach Schweden Eingeladenen gehören Friedrich Siegmund-Schultze, Friedrich Heiler, Albert Schweitzer, Adolf Deißmann und Sundar Singh. Eine intensive Freundschaft während seiner Zeit als Erzbischof verband ihn mit der Familie des späteren UNO-Generalsekretärs Dag Hammarskjöld.
Neben seinen wissenschaftlichen und kirchenpolitischen Schriften dichtete Söderblom mehrere Kirchenlieder, von denen sich einige noch im aktuellen schwedischen Gesangbuch von 1986 befinden. Zu dem schwedischen Text von Paul Gerhardts Sommerlied Geh aus, mein Herz, und suche Freud (I denna ljuva sommartid) komponierte Söderblom 1916 eine Melodie, die sich in Schweden anstelle der in Deutschland bekannten Melodie von August Harder große Beliebtheit erfreut und auch für weitere Gesangbuchlieder verwendet wird. Wegen der großen Bedeutung der Musik Johann Sebastian Bachs für den Protestantismus bezeichnete Söderblom den Komponisten Bach im Jahr 1929 als „fünften Evangelisten“.
Söderblom verstarb 1931 an den Folgen einer Operation, ein Jahr nachdem er den Friedensnobelpreis entgegennehmen durfte. Er ist zusammen mit seiner Ehefrau im Dom zu Uppsala bestattet.

## Ehrungen

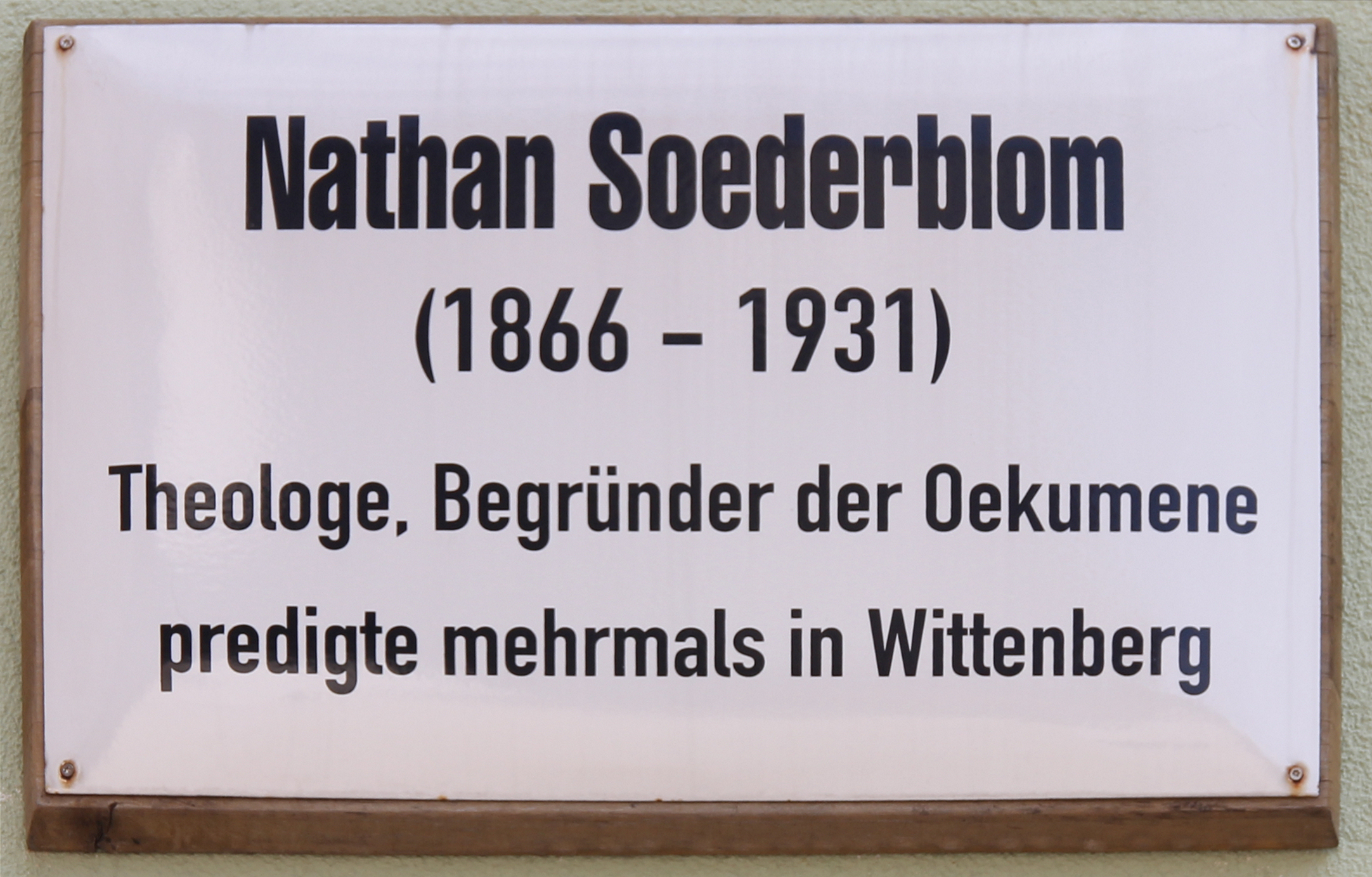
Gedenktafel in Wittenberg

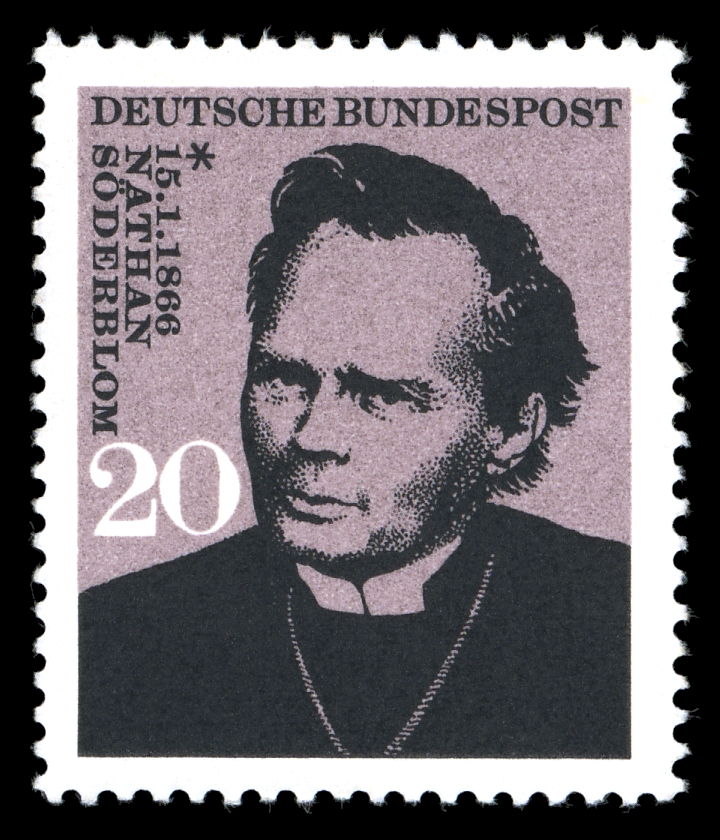
Briefmarke vom 15. Januar 1966

- Söderblom gehörte seit 1919 der Königlich Schwedischen Musikakademie, seit 1920 als Ehrenmitglied der Kungliga Vitterhets Historie och Antikvitets Akademien,[2] seit 1921 der Schwedischen Akademie (Stuhl 16)[3] und seit 1925 der Königlich Schwedischen Akademie der Wissenschaften an.
- 1921 wurde Söderblom zum Mitglied der Göttinger Akademie der Wissenschaften gewählt.[4]
- Söderblom war Ehrendoktor von 14 Universitäten, darunter Berlin, Bonn, Dorpat, Genf, Greifswald, Kristiania (Oslo), Oxford und Saint Andrews.
- Söderblom wurde mit mehreren hohen Orden ausgezeichnet, darunter der Nordstern-Orden (1919 Kommandeur mit Großkreuz), der Königliche Seraphinenorden (1926), der norwegische Sankt-Olav-Orden und der Orden des Sterns von Äthiopien.[5]
- Eine Gedenktafel am Wittenberger Kirchplatz ehrt den Wittenberger Ehrenbürger, 1928 wurde ihm der Titel verliehen.
- 1931 hielt er die Gifford Lectures zum Thema The Living God.[6]
- Anlässlich seines 100. Geburtstages gab die Deutsche Bundespost eine Sondermarke heraus.
- Der Domplatz in Uppsala wurde ihm zu Ehren von „Wotanshain“ in „Söderblom-Platz“ umbenannt.
- Nach Nathan Söderblom benannt sind mehrere Kirchen, so in Berlin-Mariendorf[7], Klosterfelde (Berlin-Spandau), Ortsteil Wilhelmstadt, Hürth und Reinbek (s. Kategorie:Nathan-Söderblom-Kirche) und das Söderblom-Gymnasium in Espelkamp.
- 1932 wurde im Odinslund in Uppsala eine von Bror Hjorth geschaffene Skulptur aufgestellt. Auch in Eisenach, Espelkamp und in Söderhamn wurden Söderblom-Denkmäler errichtet.
- Die 1941 in Uppsala gegründete Nathan Söderblom-sällskapet ist der Pflege seines wissenschaftlichen Erbes gewidmet.
- Söderbloms Nachlass wird in der Universitätsbibliothek Uppsala aufbewahrt.[8]
- 2003 erhielt ein Asteroid seinen Namen: (58152) Natsöderblom.

## Gedenktag
- Evangelische Kirche in Deutschland: 12. Juli im Evangelischen Namenkalender[9]
- Evangelisch-Lutherische Kirche in Amerika: 12. Juli[10]

## Schriften (Auswahl)

### Einzelwerke
- Lutherska reformationens uppkomst. Stockholm 1893.
- Die Religion und die soziale Entwicklung (= Sammlung gemeinverständlicher Vorträge und Schriften aus dem Gebiet der Theologie und Religionsgeschichte. 10). J. C. B. Mohr (Paul Siebeck), Tübingen 1898.
- La vie future d'après le mazdéisme à la lumière des croyances parallèles dans les autres religions. Étude d'eschatologie comparée. E. Leroux, Paris 1901.
- Cornelis Petrus Tiele: Kompendium der Religionsgeschichte. Dritte deutsche Auflage durchgesehen und umgearbeitet von D. Nathan Söderblom. Biller, Breslau 1903 (Digitalisat); 6. Auflage 1931.
- Uppenbarelsereligion. Stockholm 1903; erweiterte zweite Auflage 1930.
  - Offenbarungsreligion. In: Ausgewählte Werke. Band 1, Göttingen 2011, S. 55–164.
- Die Religionen der Erde (= Religionsgeschichtliche Volksbücher. Reihe 3, H. 3). J. C. B. Mohr (Paul Siebeck), Tübingen 1906; 2. Aufl. 1919.
- Ett Bidrag till den kristna uppenbarelsetrons tolkning. E. Berling, Upsala 1911.
- Natürliche Theologie und allgemeine Religionsgeschichte. Bonnier, Stockholm / Hinrichs, Leipzig 1913.
- Gudstrons uppkomst. Studier. Geber, Stockholm 1914.
- Svenska kyrkans kropp och själ. Stockholm 1916.
  - Leib und Seele der schwedischen Kirche. In: Ausgewählte Werke. Band 2. Göttingen 2012, S. 27–126.
- Das Werden des Gottesglaubens. Untersuchungen über die Anfänge der Religion. Hinrichs, Leipzig 1916; 2. Aufl. 1926, Reprint Hildesheim 1979.
- Humor och melankoli och andra lutherstudier. Stockholm 1919 (Digitalisat)
  - Humor und Melancholie und andere Lutherstudien. In: Ausgewählte Werke. Band 4, Göttingen 2015, S. 23–318.
- Einführung in die Religionsgeschichte. Quelle & Meyer, Leipzig 1920. (2. Aufl. 1928)
- Einigung der Christenheit – Tatgemeinschaft der Kirchen aus dem Geist werktätiger Liebe. Müllers Verlag, Halle 1925.
- Christliche Einheit! Ev. Pressverband für Deutschland, Berlin-Steglitz 1928.
- Den levande Guden. Grundformer av Personlig Religion. Svenska Kyrkans Diakonistyrelses Bokförlag, Stockholm 1932.
  - Der lebendige Gott im Zeugnis der Religionsgeschichte. hrsg. v. Friedrich Heiler. Reinhardt, München 1942. (2. Aufl. 1966)

### Werkausgaben und Sammelbände
- Tal och skrifter. Sechs Bände. Världslitteraturens förlag, Malmö 1929–1930 (Digitalisat)
- När stunderna växla och skrida. Zwei Bände. Svenska Kyrkans Diakonistyrelses Bokförlag, Stockholm 1935 (Digitalisat)
- Friedrich Siegmund-Schultze: Briefe und Botschaften an einen deutschen Mitarbeiter. Dr. Edel, Marburg/Lahn 1966.
- Sven Stolpe (Hrsg.): Tal och essayer. Rabén & Sjögren, Stockholm 1974.
- Dietz Lange (Hrsg.): Brev = lettres = Briefe = letters. A selection from his correspondence. Vandenhoeck & Ruprecht, Göttingen 2006, ISBN 3-525-60005-4.
- Dietz Lange (Hrsg.): Ausgewählte Werke. Vandenhoeck & Ruprecht, Göttingen 2011 ff.
  - Band 1: Offenbarung und Religionen. 2011, ISBN 978-3-525-57015-9.
  - Band 2: Christliche Frömmigkeit und Konfessionen. 2012, ISBN 978-3-525-57027-2.
  - Band 3: Jesus in Geschichte und Gegenwart. 2014, ISBN 978-3-525-57033-3.
  - Band 4: Der Prophet Martin Luther. 2015, ISBN 978-3-525-57039-5.